# Eupithecia infensa
Eupithecia infensa es una especie de polilla de la familia Geometridae. La especie fue descrita por primera vez por András Mátyás Vojnits habiendo sido descrita en 1979, con distribución en China, especialmente la provincia de Shaanxi.